# 法瓦尔
法瓦尔（法語：Favars，法語發音：[favaʁ]）是法国科雷兹省的一个市镇，位于该省中部偏西南，属于蒂勒区。

## 地理
法瓦尔（45°15'48"N, 1°40'40"E）面积11.88 平方千米，位于法国新阿基坦大区科雷兹省，该省份为法国中南部省份，北起上维埃纳省和克勒兹省，西接多爾多涅省，南至洛特省，东临多姆山省和康塔爾省。
与法瓦尔接壤的市镇（或旧市镇、城区）包括：沙梅拉、圣日耳曼莱韦尔涅、圣伊莱尔佩鲁、圣梅克桑。
法瓦尔的时区为UTC+01:00、UTC+02:00（夏令时）。

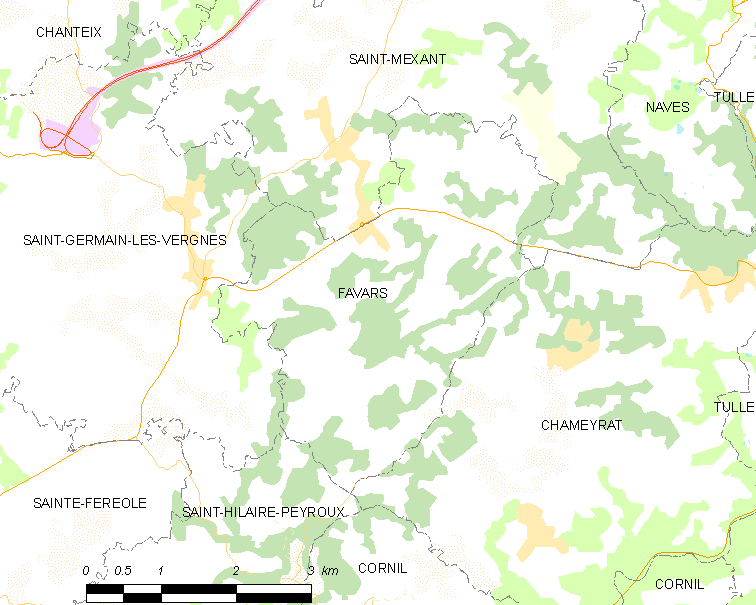
法瓦尔的OSM定位图

## 行政
法瓦尔的邮政编码为19330，INSEE市镇编码为19082。

## 政治
法瓦尔所属的省级选区为纳沃县。

## 人口

1962-2008年间法瓦尔人口变化图示

法瓦尔于2022年1月1日时的人口数量为1121人。